# Putschversuch auf den Malediven
Am 3. November 1988 versuchte eine Gruppe von Maledivern, die politische Macht auf den Malediven an sich zu reißen. Fallschirmjäger der indischen Streitkräfte besiegten die Putschisten und stellten die alten Machtverhältnisse wieder her.

## Vorgeschichte
Die Putschversuche 1980 und 1983 gegen die Regierung von Präsident Gayoom fanden international kaum Beachtung; der Versuch 1988 erhielt viel internationale Aufmerksamkeit. Etwa 80 bewaffnete Söldner der tamilischen People’s Liberation Organisation of Tamil Eelam (PLOTE) unter der Führung des Geschäftsmannes Abdullah Luthufi landeten vor Einbruch des Abends in der Hauptstadt Malé. Sie waren von einem Frachter aus mit Speedbooten gekommen. Eine Gruppe von ca. 80 Mann war bereits vorher als Touristen getarnt nach Malé gereist. Die Söldner übernahmen schnell die Gewalt über die Hauptstadt, einschließlich der Regierungsgebäude, Fernsehsender, Radiostationen, des Hafens und des Flughafens.
Es gelang ihnen aber nicht, Präsident Gayoom gefangen zu nehmen. Dieser floh aus seinem Haus und wandte sich an die Regierungen der Vereinigten Staaten, Großbritanniens und Indiens. Der Premierminister Indiens, Rajiv Gandhi, setzte sofort 1600 indische Soldaten in Bewegung, um die Ordnung in Malé wiederherzustellen.

## Operation Cactus
Der Codename der Rückeroberung hatte bei den indischen Streitkräften den Namen Operation Cactus. In der Nacht des 3. November startete ein indisches Bataillon aus dem indischen Fallschirmjägerregiment mit Iljuschin Il-76-Flugzeugen vom Luftwaffenstützpunkt Agra. Sie flogen nonstop 2.000 Kilometer und die Soldaten sprangen über dem Malé International Airport auf der Insel Hulhulé ab. Sie trafen in weniger als 12 Stunden nach dem Hilferuf Präsident Gayooms ein.
Die Fallschirmjäger sicherten sofort das Flugfeld und stellten innerhalb weniger Stunden die Ordnung in Malé wieder her. Einige Söldner flohen in einem gekaperten Frachter in Richtung Sri Lanka. Einige erreichten das Schiff nicht, wurden gefangen genommen und der Regierung Gayooms übergeben. 19 Menschen wurden in den Kämpfen getötet, die meisten davon waren Putschisten. Zwei Getötete waren Geiseln der Putschisten. Die indischen Fregatten INS Godavari und INS Betwa stellten den Frachter vor der Küste Sri Lankas und nahmen die Söldner gefangen. Die indische Armee nannte die präzise Arbeit der Nachrichtendienste als eine der Erfolgsursachen der Operation.

## Nachwirkung
Im Juli 1989 lieferte Indien die Söldner, die auf dem Frachter gefangen genommen wurden, an die Malediven aus. Die Söldner wurden zum Tode verurteilt, aber Präsident Gayoom wandelte die Todesstrafen unter indischem Druck in lebenslange Haftstrafen um.
Der frühere maledivische Präsident Ibrahim Nasir stritt Anschuldigungen ab, er sei in den Staatsstreichversuch verwickelt gewesen. Im Juli 1990 wurde Nasir in Abwesenheit begnadigt, weil Präsident Gayoom dessen Verdienste um die Unabhängigkeit der Malediven würdigte.
Der spätere Verteidigungsminister der Malediven, General Musa Ali Jaleel, wurde während des Putsches im Kampf verwundet und erhielt 2010 für seine Tapferkeit das maledivische Purple Heart.